# Préfecture apostolique du pôle Nord
La préfecture apostolique du pôle Nord (en latin : praefectura apostolica poli arctici) est une ancienne église particulière de l'Église catholique. Érigée en 1855, elle couvrait les territoires norvégiens et suédois situés au nord du cercle Arctique, les îles Féroé, l'Islande, le Groenland, le Caithness, l'archipel des Orcades et celui des Shetland ainsi que les territoires arctiques d'Amérique du Nord. Elle est supprimée en 1869.